# Ilay Elmkies
Ilay Elmkies (hebreo: עילאי אלמקייס; Nahariya, 10 de marzo de 2000) es un futbolista israelí que juega en la demarcación de centrocampista para el Bnei Sakhnin de la Liga Premier de Israel.

## Selección nacional
Tras jugar con la selección de fútbol sub-16 de Israel, la sub-17, la sub-19 y la sub-21 finalmente hizo su debut con la selección absoluta el 15 de octubre de 2019 en un partido de clasificación para la Eurocopa 2020 contra Letonia. El partido acabó con un resultado de 3-1 a favor del combinado israelí tras los goles de Eran Zahavi y un doblete de Moanes Dabour para Israel, y de Vladimirs Kamešs para el combinado letón.

## Clubes
| Club                         | País         | Año       | Partidos | Goles |
| ---------------------------- | ------------ | --------- | -------- | ----- |
| TSG 1899 Hoffenheim II       | Alemania     | 2019-2020 | 24       | 2     |
| TSG 1899 Hoffenheim          | Alemania     | 2020      | 1        | 0     |
| ADO Den Haag (cedido)        | Países Bajos | 2020-2021 | 10       | 0     |
| F. C. Admira Wacker (cedido) | Austria      | 2021-2022 | 13       | 0     |
| TSG 1899 Hoffenheim II       | Alemania     | 2022-2023 | 28       | 0     |
| Bnei Sakhnin                 | Israel       | 2023-     | 46       | 2     |